# Pteroglossa euphlebia
Pteroglossa euphlebia là một loài thực vật có hoa trong họ Lan. Loài này được (Rchb.f.) Garay miêu tả khoa học đầu tiên năm 1980.